# Contea di Adams (Indiana)
La contea di Adams (in inglese Adams County) è una contea dello Stato dell'Indiana, negli Stati Uniti. La popolazione al censimento del 2000 era di 33 625 abitanti. Il capoluogo di contea è Decatur.